# ランチア・Pu+Ra HPE
ランチア・Pu+Ra HPE（Lancia Pu+Ra HPE）は2023年に発表されたコンセプトカーである。

## 概要
Pu+Ra HPEは2023年に4月15日に発表された、ランチアの今後のデザインと技術を示唆するモデル。車名の「Pu+Ra」は「純粋で過激な」ランチアの新しいデザイン言語を表している。HPEは「High Performance Electric」の略で、ランチア・ベータシューティングブレークのバッジを記念している。
ランチアのシグネチャーグリルを再解釈したスリーポイントライトのフロントフェイスは、ランチアの新しいデザインスタイルで、このパターンはホイールなどにも反映されている。リアはランチア・ストラトスにインスパイアされたデザインで、ボディカラーのプログレッシブグリーンはランチア・フラミニアのアズール・ヴィンセンズを参考にしたものになっている。
インテリアは、イタリアの家具会社であるカッシーナと共同開発したキャビンを採用し、持続可能な素材を使用している。

## 参照
1. ↑   https://lignesauto.fr/?p=28654
2. ↑   https://www.carscoops.com/2023/04/lancia-pura-hpe-concept-is-a-stratos-reincarnated-for-the-electric-age/
3. ↑   https://www.motor1.com/news/662535/lancia-pura-hpe-concept-debut/
4. ↑   https://www.autoexpress.co.uk/news/360007/radical-lancia-pura-hpe-concept-car-unveiled
5. ↑   https://www.autocar.co.uk/car-news/new-cars/lancia-pura-hpe-concept-stratos-inspired-vision-future
6. ↑   https://www.carscoops.com/2023/04/lancia-pura-hpe-concept-is-a-stratos-reincarnated-for-the-electric-age/